# Ray Kegeris
Ray Kegeris (n. 10 septembrie 1901, Bellwood⁠(d), Comitatul Butler, Nebraska, Nebraska, SUA – d. 14 august 1975, Los Angeles, California, SUA) a fost un înotător american, medaliat olimpic. A participat la o ediție a Jocurilor Olimpice (1920) în care a câștigat două medalii de argint.